# Between Here and Lost
 (mai 2017).
Si vous disposez d'ouvrages ou d'articles de référence ou si vous connaissez des sites web de qualité traitant du thème abordé ici, merci de compléter l'article en donnant les références utiles à sa vérifiabilité et en les liant à la section « Notes et références ».
Albums de Love and Death
Chemicals (EP)
(2012)
Singles
1. Paralyzed
Sortie : 4 octobre 2011
2. Chemicals
Sortie : 6 mai 2012
3. The Abandoning
Sortie : 30 novembre 2012
4. I W8 4 U
Sortie : 9 janvier 2013
5. Meltdown
Sortie : 13 août 2013

Between Here and Lost est le premier album du groupe américain de metal chrétien Love and Death, sorti en 2013.

## Liste des titres
Toute la musique est composée par Brian « Head » Welch et Love and Death, sauf annotation.
| 1.    | The Abandoning                     |                                              | 3:27 |
| 2.    | Whip It (reprise de Devo)          | Gerald Casale, Mark Mothersbaugh             | 3:08 |
| 3.    | Watching the Bottom Fall           |                                              | 3:37 |
| 4.    | By the Way                         |                                              | 3:51 |
| 5.    | Meltdown                           |                                              | 4:07 |
| 6.    | My Disaster                        |                                              | 4:12 |
| 7.    | I W8 4 U (feat. Mattie Montgomery) |                                              | 4:32 |
| 8.    | Fading Away                        |                                              | 3:41 |
| 9.    | Paralyzed                          | Welch, Jasen Rauch                           | 3:43 |
| 10.   | Chemicals                          | Welch, Rauch, Mark Holman, Michael Valentine | 3:55 |
| 11.   | Bruises                            |                                              | 4:23 |
| 42:34 |                                    |                                              |      |

| Titres bonus Expanded Edition (Tooth & Nail Records, 17 septembre 2013), | Titres bonus Expanded Edition (Tooth & Nail Records, 17 septembre 2013), | Titres bonus Expanded Edition (Tooth & Nail Records, 17 septembre 2013), | Titres bonus Expanded Edition (Tooth & Nail Records, 17 septembre 2013), | Titres bonus Expanded Edition (Tooth & Nail Records, 17 septembre 2013), | Titres bonus Expanded Edition (Tooth & Nail Records, 17 septembre 2013), | Titres bonus Expanded Edition (Tooth & Nail Records, 17 septembre 2013), | Titres bonus Expanded Edition (Tooth & Nail Records, 17 septembre 2013), | Titres bonus Expanded Edition (Tooth & Nail Records, 17 septembre 2013), | Titres bonus Expanded Edition (Tooth & Nail Records, 17 septembre 2013), |
| No                                                                       | Titre                                                                    | Durée                                                                    |                                                                          |                                                                          |                                                                          |                                                                          |                                                                          |                                                                          |                                                                          |
| ------------------------------------------------------------------------ | ------------------------------------------------------------------------ | ------------------------------------------------------------------------ | ------------------------------------------------------------------------ | ------------------------------------------------------------------------ | ------------------------------------------------------------------------ | ------------------------------------------------------------------------ | ------------------------------------------------------------------------ | ------------------------------------------------------------------------ | ------------------------------------------------------------------------ |
| 12.                                                                      | Empty                                                                    | 5:50                                                                     |                                                                          |                                                                          |                                                                          |                                                                          |                                                                          |                                                                          |                                                                          |
| 13.                                                                      | The Abandoning (Rauch Remix)                                             | 4:18                                                                     |                                                                          |                                                                          |                                                                          |                                                                          |                                                                          |                                                                          |                                                                          |
| 14.                                                                      | Meltdown (Rauch Remix)                                                   | 3:27                                                                     |                                                                          |                                                                          |                                                                          |                                                                          |                                                                          |                                                                          |                                                                          |
| 56:09                                                                    |                                                                          |                                                                          |                                                                          |                                                                          |                                                                          |                                                                          |                                                                          |                                                                          |                                                                          |

## Crédits

### Membres du groupe
- Brian « Head » Welch : chant (principal), guitares
- J.R. Bareis : guitare, chœurs
- Michael Valentine : basse, chœurs
- Dan Johnson : batterie

### Musiciens additionnels
- Matt Baird : chant sur Whip It
- Mattie Montgomery : chant sur I W8 4 U
- Joe Rickard : batterie sur Paralyzed

### Équipes technique et production
- Production, programmation : Jasen Rauch
- Mixage : Ben Grosse (titres 2, 3), Paul Pavao (titres 1, 4 à 11)
- Remixage : Jasen Rauch (titres 12, 13, 14)
- Ingénierie (batterie) : Buckley Miller